# Het heksenbal
Het heksenbal is het 168ste stripverhaal van Jommeke. De reeks wordt getekend door striptekenaar Jef Nys. Scenarist is Jan Ruysbergh.

## Verhaal
Omdat Jommeke hen versloeg in album 14, willen de drie heksen hem uit wraak offeren tijdens walpurgisnacht. Toevallig logeert Filiberke echter bij Jommeke en slaapt in diens bed. De heksen ontvoeren Filiberke. Tijdens de ontvoering breekt de vliegende bezem van Pierehaar en moet ze die achterlaten. Die wordt de volgende ochtend door Flip gevonden. Ze gaan ermee naar professor Gobelijn die hem weer aan elkaar lijmt. Dan begint de bezem plots te zweven. Zo bedenken ze dat de bezem van de drie heksen is die ze ooit eens hadden verslagen. Met de vliegende bol gaan ze naar de rotsen waar de heksen wonen. Daar leidt Annemieke de heksen af door zich te verkleden als opperheks. Ondertussen wordt Filiberke bevrijd. Annemieke wordt echter ontmaskerd en gevangengenomen. Jommeke roept de hulp van de kabouters in en die nacht gaan ze met hen terug naar de heksen. Die houden net hun heksenbal voor walpurgisnacht. De brandstapel waarop Annemieke staat is al aangestoken. Kabouter Knaagtand kan de heksen met vuurpijlen op de vlucht jagen en Annemieke wordt bevrijd. Dan wordt echter Knaagtand gevangengenomen en de heksen gaan ervandoor. De volgende ochtend krijgen ze een ruil voorgesteld: de schatkist van de kabouters voor Knaagtand. Ze gaan de kostbare schat opgraven en vragen professor Gobelijn om hulp. Die geeft het recept voor een krachtig jeukmiddel dat kabouter Wijzenbaard maakt en over de schat strooit. Dan vindt de ruil plaats. De drie heksen krijgen plots hevige jeuk en worden in een ravijn gelokt waardoor een rivier stroomt. Daar springen ze recht in een vangnet dat Jommeke daar eerst had gespannen. Ze snijden de touwen van het net door dat op een vlot valt. Dan drijven de heksen op het vlot weg met de stroming en zijn ze weg. Tot slot keren Jommeke en zijn vrienden met het goede nieuws terug naar kabouterland.

## Achtergronden bij het verhaal
- Voor het eerst sinds album 14, Op heksenjacht, komen de kabouters en de drie heksen weer voor. De drie heksen komen later weer voor in Het schuimspook en Pannenkoeken van Pierehaar.
- De kabouters hadden ook hun eigen stripreeks; Met Langteen en Schommelbuik voorwaarts.